# Mahur
Mahur è una suddivisione dell'India, classificata come town committee, di 5.485 abitanti, situata nel distretto dei Monti Cachar Settentrionali, nello stato federato dell'Assam. In base al numero di abitanti la città rientra nella classe V (da 5.000 a 9.999 persone).

## Geografia fisica
La città è situata a 25° 10' 0 N e 93° 7' 0 E e ha un'altitudine di 726 m s.l.m..

## Società

### Evoluzione demografica
Al censimento del 2001 la popolazione di Mahur assommava a 5.485 persone, delle quali 2.999 maschi e 2.486 femmine. I bambini di età inferiore o uguale ai sei anni assommavano a 731, dei quali 402 maschi e 329 femmine. Infine, coloro che erano in grado di saper almeno leggere e scrivere erano 4.179, dei quali 2.406 maschi e 1.773 femmine.